# مقاطعة هابرشام (جورجيا)
مقاطعة هابرشام (بالإنجليزية: Habersham County)‏ هي إحدى المقاطعات في ولاية جورجيا في الولايات المتحدة الأمريكية.

## أعلام
- ويليام واشنطن براون
- ويليام ووفورد